# Norderteich
Der Norderteich ist ein durch Stauung künstlich angelegter See bei Billerbeck, einem Ortsteil der Gemeinde Horn-Bad Meinberg im Kreis Lippe, Nordrhein-Westfalen. Der See ist das älteste Naturschutzgebiet in Lippe und ein beliebtes Ausflugs- und Wanderziel. Er wurde bereits im Jahr 1115 urkundlich erwähnt. Heutiger Eigentümer des Sees ist der Landesverband Lippe.

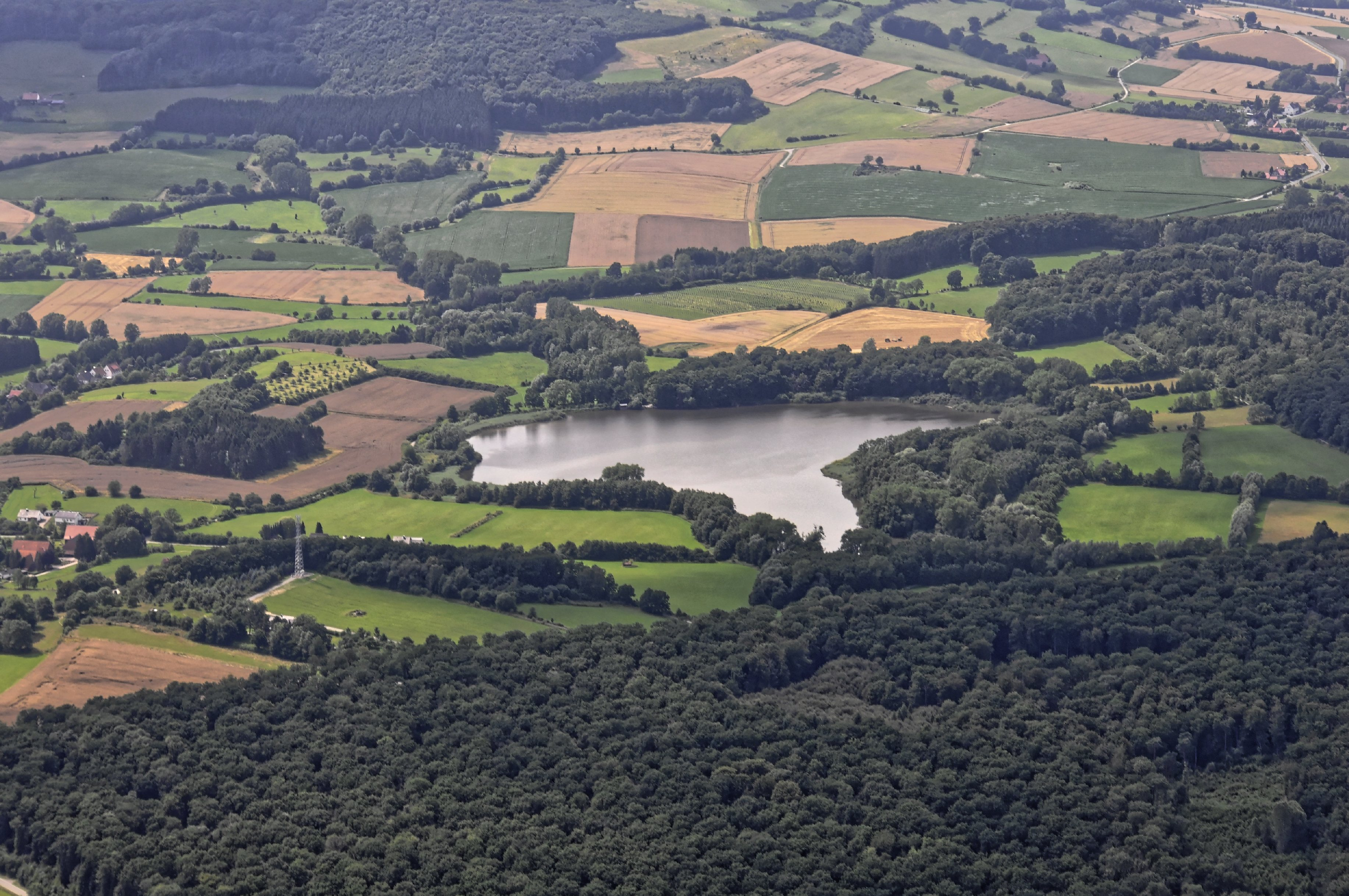
Der Norderteich von oben

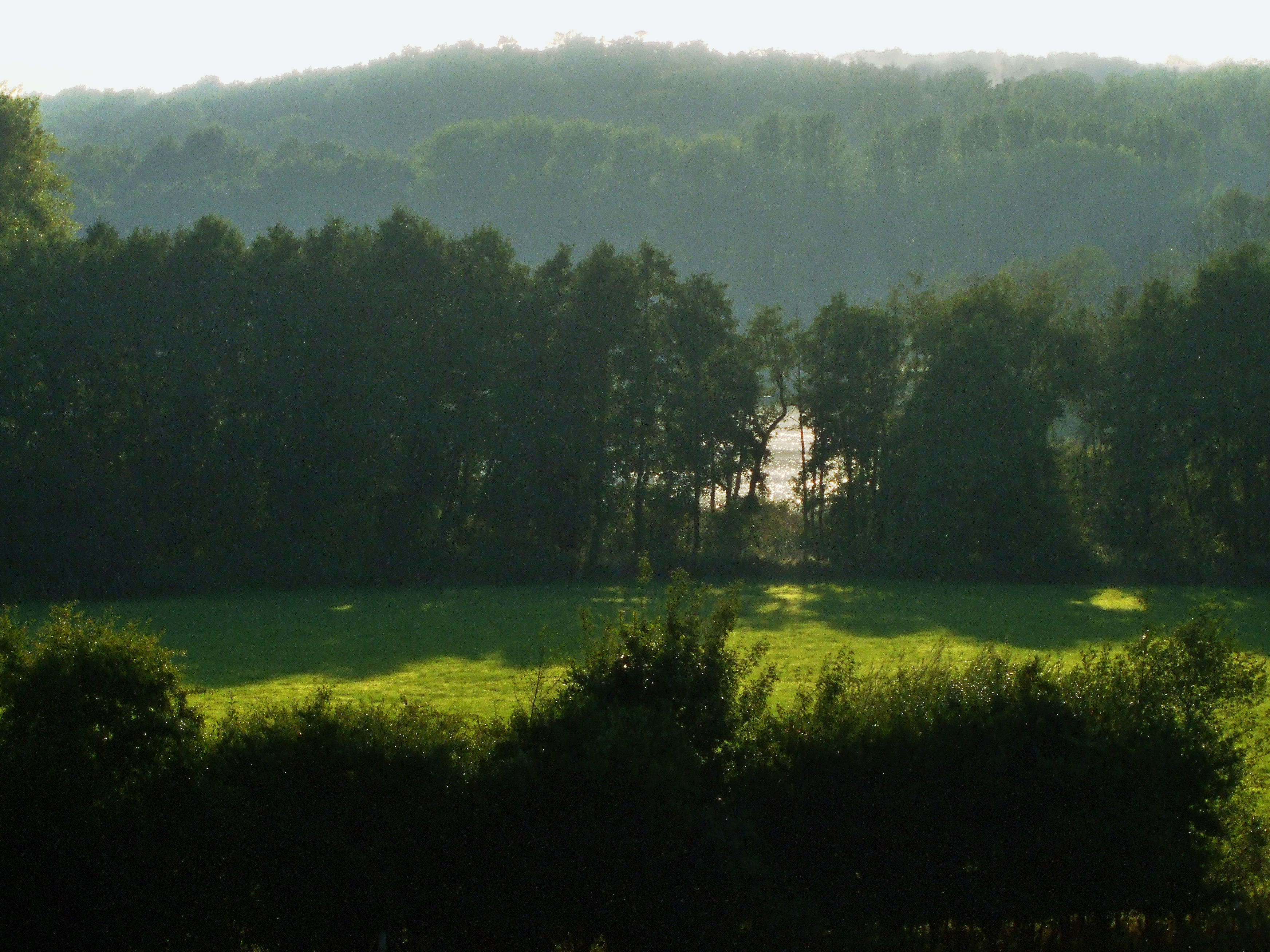
Landschaftliche Einbettung des Norderteiches

## Geologie, Lage und Größe
Angelegt wurde der See in einem natürlichen flachen Becken am Auslauf des Höhenzugs des Werrehügellands um den Kohlenberg und dem südöstlich davon gelegenen Beller Holz hin zur Einmündung zur Steinheimer Börde. Der aufgeworfene Stauwall, Mönch genannt, reguliert durch ein Wehr den Abfluss zur Napte.
Der See hat zwei nennenswerte Zuflüsse: Aus nordwestlicher Richtung wird der Norderteich vom Hagensiek gespeist und im Norden durch eine künstlich angelegte Abzweigung des Aalbachs.
Durch die geringe Tiefe des Sees ist im Laufe der Jahrhunderte eine langsame Verlandung des Stillgewässers eingetreten, die die Entstehung eines Flachmoors begünstigte. Die Wasserfläche betrug einst 20 Hektar. Auf dem Mergel-Ton-Untergrund der Lippischen Keupermulde hat sich mit der Zeit, bedingt durch die flache Lage und über die Eintragung aus künstlichen und natürlichen Zuflüssen, eine Sedimentschicht gebildet, auf der die heute den See umgebenden Bruch- und Moorwälder sowie Feucht- und Sumpfwiesen entstanden sind und sich dort weiterentwickeln.
Heute beträgt die Fläche des eutrophen Sees im Frei- und Stillwasserbereich rund 12,5 Hektar auf einer Höhe von 153 Meter über Normalnull. Die Gesamtfläche des Norderteichs einschließlich der Feuchtwiesen und des Bruchwaldes beträgt 22,7 Hektar und ist ein Teil des insgesamt etwa 261 Hektar großen Naturschutzgebietes Norderteich mit Naptetal.

## Geschichte
Früheste Nachweise des Sees gehen bis auf das Jahr 1115 zurück, als der Norderteich in einem Güterverzeichnis des Corveyer Abtes Erkenbert von Homburg namentlich als Norddyck gelistet wurde. Der Norderteich war vor der Anlegung des Schiedersees der größte See in Lippe und wird seit Jahrhunderten durch Fischerei genutzt. Mönche aus dem Erzbistum Paderborn bzw. dem Hochstift vergrößerten den See durch Aufstauung, um die dortigen Klöster besonders in der Fastenzeit mit Frischfisch zu versorgen. So diente er mindestens seit dem Jahr 1400 den Mönchen und später den Edelherren zur Lippe zur Zucht von Karpfen und Hechten. 1710 gab es beispielsweise beim Verkauf von Karpfen einen Ertrag von 418 Talern. Die noch bestehende Gastwirtschaft Entenkrug war in früheren Zeiten das Wohnhaus des fürstlichen Entenfängers und zeugt davon, dass auch der Entenfang am Norderteich ertragreich gewesen sein muss.

„Entenkrug. Den 19ten nächfolgenden Monaths October wird der Nordteich allhier im Amte Blomberg gefischt werden. Diejenigen nun, welche gute Eßkarpen von reinem Geschmack zu kaufen willens sind, wollen sich am bemeldeten Tage beim Nordteiche einfinden.  – Meier.“

Kurz nach Ende des Ersten Weltkriegs kam es zu ersten Bestrebungen, den Norderteich aufgrund des Artenreichtums an Pflanzen und Tieren, besonders an Vögeln, unter gesetzlichen Schutz zu stellen. Federführend war die Lippische Naturschutz-Vereinigung. Das Lippische Landespräsidium lehnte den Antrag zunächst ab, 1928 vereinbarten jedoch der Landeskonservator und die zuständige Forstbehörde die folgenden Maßnahmen:
1. Das Mähen der Röhrichte durch die Billerbecker Bauern wurde untersagt.
2. Das Betreten des Wiesen- und Schilfgeländes sowie das Baden wurden verboten.
3. Es wurden Polizeiverordnungen zum Schutz der Vögel und Pflanzen erlassen.
4. Die zahlreichen Seerosen wurden unter besonderen Schutz gestellt.
5. Erhaltung des alten Eichenbestandes am Westufer (Hudewald).[6]

Nach diesem Erlass wurde eine positive Entwicklung der Flora und Fauna des Norderteichs beobachtet und 1937 gab es wieder brütende Haubentaucher, Rohrweihen, Rohrammern, Bekassine und Kiebitze zu verzeichnen. Nach dem Zweiten Weltkrieg verschlechterten sich die Bedingungen der Tier- und Pflanzenwelt zusehends. Besonders verhängnisvoll erwies sich der Abschuss vieler Vögel durch Soldaten der Besatzungsarmee. Dem Einsatz von Dr. Goethe, des Kreisbeauftragten für Naturschutz, ist es zu verdanken, dass die Militärregierung das Schießen, Fischen und Paddeln untersagte und entsprechende Verbotsschilder aufstellen ließ. Am 13. Juni 1949 wurde der Norderteich und seine unmittelbare Umgebung, eine Fläche von insgesamt 31 Hektar, zum Naturschutzgebiet erklärt.
Anfang der 1960er Jahre wurde im Waldgebiet am Westufer des Teichs ein starker Rückgang von Kleinvögeln beobachtet. Der Landesverband Lippe und die Naturschutzbehörden ließen daraufhin 1965 forstliche Maßnahmen durchführen, um den Vögeln bessere Lebensbedingungen zu schaffen. Dazu gehörten das Lichten des Unterholzes, das Fällen einer Anzahl von Buchen, um den Lichteinfall zu verbessern, und das Anbringen von Nistkästen. Diese Maßnahmen hatten den erwünschten Erfolg und führten zu einer erhöhten Artenvielfalt in der Vogelwelt.

## Vogel- und Naturschutzgebiet

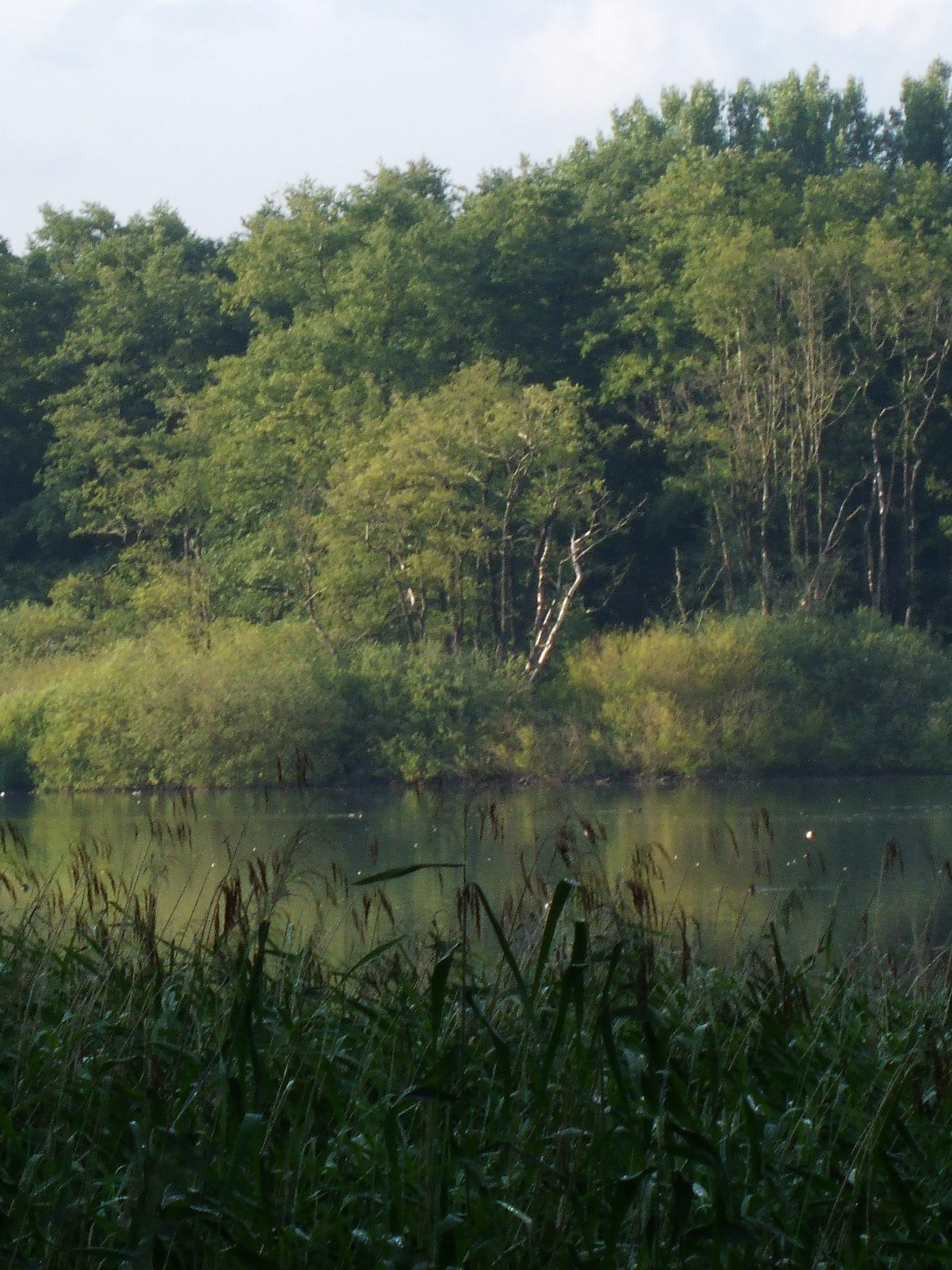
Baumgruppe und Schilfzonen

Aufgrund der vielfältigen Vogelwelt, die den See als Brut- oder Rastplatz nutzt, bestanden bereits seit Mitte der 1920er Jahre, besonders durch den Ornithologen Gustav Wolff unterstützte Bestrebungen, das Gebiet des Sees unter besonderen Schutz zu stellen. Seit 1949 ist der See Naturschutzgebiet und die geschützte Fläche beträgt 22,7 ha. Unter Schutz stehen neben den unterschiedlichen Zonen des Stillgewässers besonders auch die Reet- und Schilfzonen sowie die Ufergehölze des Bruch- und Moorwaldes und die Feucht- und Sumpfwiesen.

### Pflanzenwelt
Auf den Wiesen und Weiden im Norden und Osten des Norderteiches haben sich diverse Grünlandgesellschaften entwickelt. Hier kommen Seggenarten wie die Braun- und Blasen-Segge, aber auch die Kohldistel, das Sumpf-Labkraut, die Gelbe Schwertlilie und der Hain-Gilbweiderich vor. Außerdem konnte das Breitblättrige Knabenkraut (Dactylorhiza majalis) beobachtet werden.
Zu den Arten des Teichröhrichts (Scirpo-Phragmitetum) gehören das Schilfrohr (Phragmites australis), der Breitblättrige Rohrkolben (Typha latifolia), der Gemeine Froschlöffel (Alisma plantago-aquatica), die Gewöhnliche Teichbinse (Schoenoplectus lacustris). Dem Teichröhricht vorgelagert ist stellenweise das Wasserschwaden-Röhricht (Glycerietum maximae). Zu den botanischen Kostbarkeiten dieses Bereichs zählen der Zungen-Hahnenfuß (Ranunculus lingua) und der Straußblütige Gilbweiderich (Lysimachia thyrsiflora). Die Schwimmblattzone ist nur noch spärlich entwickelt. Als einzige Art findet sich heute der Wasser-Knöterich (Polygonum amphibium). Die früher ausgedehnten Bestände der Weißen Seerose (Nyhmphaea alba) sind mittlerweile erloschen. Die Ufergehölze setzen sich vornehmlich aus Erlen- und Weidenarten zusammen.

### Tierwelt
Im Bereich der Fauna sind in den Biotopen folgende Arten geschützt: bei den Vogelarten der Teichrohrsänger, der Sumpfrohrsänger, der Haubentaucher und das Teichhuhn. Weitere zu beobachtende, und am See brütende Vogelarten sind Zwergtaucher, der Höckerschwan, die Graugans, die Nilgans, die Schnatterente, die Krickente, die Stockente, die Löffelente, die Tafelente und die Schellente, sowie Wespenbussarde, Schwarzmilane, Rohrweihen, Habichte, Kolkraben und der Eisvogel. Bei den Insekten sind die Blaugrüne Mosaikjungfer und die Große Pechlibelle besonders geschützt.
Seit jeher gelten die Schwarmflüge der Stare vom Spätsommer bis zum Frühherbst als besonderes Naturschauspiel. Diese finden heute jedoch in einem viel geringeren Umfang als früher statt. Dies lässt sich ursächlich auf den allgemeinen Rückgang der Starpopulation in Mitteleuropa zurückführen.
Das nördlich gelegene Beller Holz mit seinen naturnahen Eichen-Hainbuchenwaldungen ist für den Naturschutz von besonderer Bedeutung und als FFH-Gebiet ausgewiesen. Hier können fast alle in Lippe heimischen Spechtarten beobachtet werden. Als Nist- und Nahrungsbäume bevorzugen sie die oft über 150 Jahre alten Eichen und Buchen. Durch den Bestand an ausreichenden Totholzbäumen findet besonders der Mittelspecht ein Refugium. Das Beller Holz ist der wichtigste ostwestfälische Ort, an dem dieser seltene Vogel heimisch ist.

## Fischerei

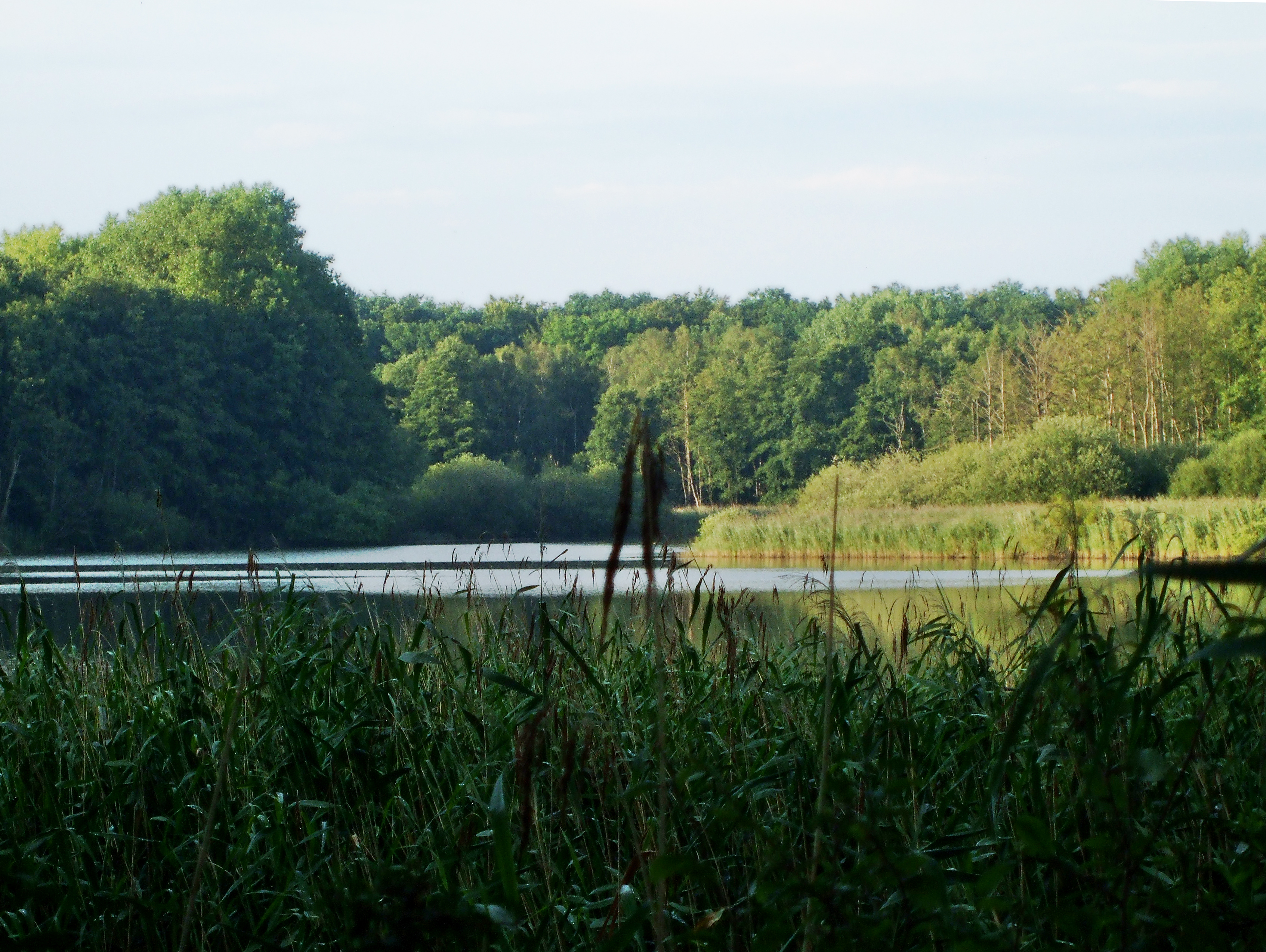
Blick über Schilfzonen und Freigewässer zum Bruchwald und Ufergehölz

Besondere Bedeutung hat in der neuzeitlichen teichwirtschaftlichen Nutzung die Karpfen- und Schleienzucht im See. Die Schutzwürdigkeit des Gebietes wirkt sich seit Anfang des 20. Jahrhunderts in besonderem Maße auf die Bewirtschaftungsweise des Norderteiches aus.
Die wesentlichen Fischarten im See sind Karpfen, Schleie und Hecht. Das Abfischen erfolgte in einem Turnus von jeweils drei Jahren (in früheren Jahrzehnten jedes zweite Jahr). Zum Abfischen wurde das Gewässer im November abgelassen. Die Fische wurden am Auslauf in einem Becken abgefangen. Nach der Wiederbespannung wurde der See mit einsömmerigen Karpfen und Schleien sowie Hechten neu besetzt. Die Besatzmenge richtete sich nach dem Nahrungsangebot des Gewässers. Das letzte Abfischen fand 1998 statt. Im Jahr 2007 Zeit bestand am Norderteich eine Kolonie des Kormorans aus rund 20 Vögeln. Kormorane treten seit 1998 häufig am Norderteich auf, eine Folge des strikten Abschussverbots, nachdem die Art in weiten Teilen Mitteleuropas durch intensive menschliche Verfolgung fast ausgestorben war.

## Touristische Erschließung
Erreichbar ist der Norderteich über die Bundesstraße 1, Abfahrt Horn-Bad Meinberg, zur Bundesstraße 239 in Richtung Schieder-Schwalenberg und Bad Pyrmont. Die Wegweisung erfolgt über die Beschilderung durch touristische Hinweisschilder. Von Norden her (B 239) über die ausgeschilderte Einfahrt Entenkrug, Norderteich, von Süden her über den Zufahrtsweg von der Bundesstraße 252 über die Landstraße 823 aus Richtung Steinheim nach Billerbeck, beziehungsweise als Nebenstrecke vom Ortsteil Bad Meinberg in Richtung der Ortsteile Bellenberg und Billerbeck. Parkmöglichkeiten bestehen beim Entenkrug am Nordufer und am Parkplatz Norderteichweg am südlichen Ufer sowie im seenahen Bereich von Billerbeck.
Beim Ablauf am Südufer des Sees stehen eine Schutzhütte mit einer Überdachung zur Vogel- und Naturbeobachtung und Schautafeln der dort lebenden Vogelarten. Der See ist über einen Rundwanderweg zu Fuß in einer Zeit von 1 Stunde zu umrunden, kann jedoch auch per Fahrrad umfahren werden.